# 외부자들
《외부자들》은 채널A에서 2016년 12월 27일부터 2019년 7월 14일까지 방송되었던 시사 프로그램이었다.

## 기획 의도
정치 사회 등 각 분야의 현안을 날카롭게 짚어보는 시사 프로그램.

## 방송 시간
| 방송 채널 | 방송 기간                       | 방송 시간                     | 방송 분량  |
| --------- | ------------------------------- | ----------------------------- | ---------- |
| 채널A     | 2016년 12월 27일~2019년 1월 8일 | 매주 화요일 밤 11:00~12:30    | 1시간 30분 |
| 채널A     | 2019년 1월 20일~2019년 3월 31일 | 매주 일요일 저녁 7:40~밤 9:10 | 1시간 30분 |
| 채널A     | 2019년 4월 7일~2019년 7월 14일  | 매주 일요일 밤 9:30~11:00     | 1시간 30분 |

## 역대 진행자
- 1대: 남희석(2016년 12월 27일~2018년 5월 22일)
- 2대: 박혜진(2018년 5월 29일~2019년 7월 14일)

## 최종 출연자
- 진중권
- 이동관
- 정옥임
- 진성준

## 과거 출연자
- 정봉주
- 안형환
- 전여옥
- 최강욱
- 장진영

## 같이 보기
- 썰전 (JTBC)
- 판도라 (MBN)
- 강적들 (TV조선)

## 결방 안내
- 2017년 5월 9일: 대한민국 제19대 대통령 선거 개표방송으로 인한 결방.